# Veymandoo
Veymandoo  är en ö i Kolhumaduluatollen i Maldiverna.  Den ligger i administrativa atollen Thaa atoll, i den centrala delen av landet, 225 km söder om huvudstaden Malé. Veymandoo är administrativ centralort i Thaa atoll.